# Missy Franklin
Melissa Jeanette "Missy" Franklin (Pasadena, 10 de maig de 1995)és una nedadora estatunidenca, posseïdora de quatre medalles d'or olímpiques i sis de mundials. Com a membre de l'equip americà, té el rècord del món en la prova de relleus 4x100 metres estils (en piscina olímpica i en piscina curta). Individualment, té el rècord mundial en els 200 metres esquena (en piscina olímpica i en piscina curta) i el rècord americà en els 100 i en els 200 metres esquena (en piscina llarga).
Gràcies al seu èxit en la natació va guanyar el premi a Nedadora de l'Any per la FINA l'any 2011. Ha guanyat un total de 18 medalles en competicions internacionals absolutes, tretze de les quals són d'or, tres de plata i dos de bronze. El 19 de desembre de 2018 va anunciar la seva retirada de la natació professional arran del dolor crònic que patia a l'espatlla dreta des de 2016.

## Inicis
Franklin va néixer a Pasadena (Califòrnia), però sempre ha residit a Centennial, Denver (Colorado). Els seus pares són del Canadà i la jove estrella té la doble nacionalitat. Iniciada en la natació als cinc anys per instàncies de la seva mare, fou ella mateixa qui li va suggerir la seva filla que competís per Canadà per tenir menys pressió per classificar-se amb l'equip nacional. Franklin, però, va optar per representar els Estats Units.
Des de jove va destacar en campionats locals gràcies, en part, a la seva destacada envergadura (1,85 m i 75 kg al seu punt d'esplendor competitiva). El 2008, amb 13 anys, va estar a punt de ser olímpica a Pequín però no va aconseguir la classificació final per cap prova.

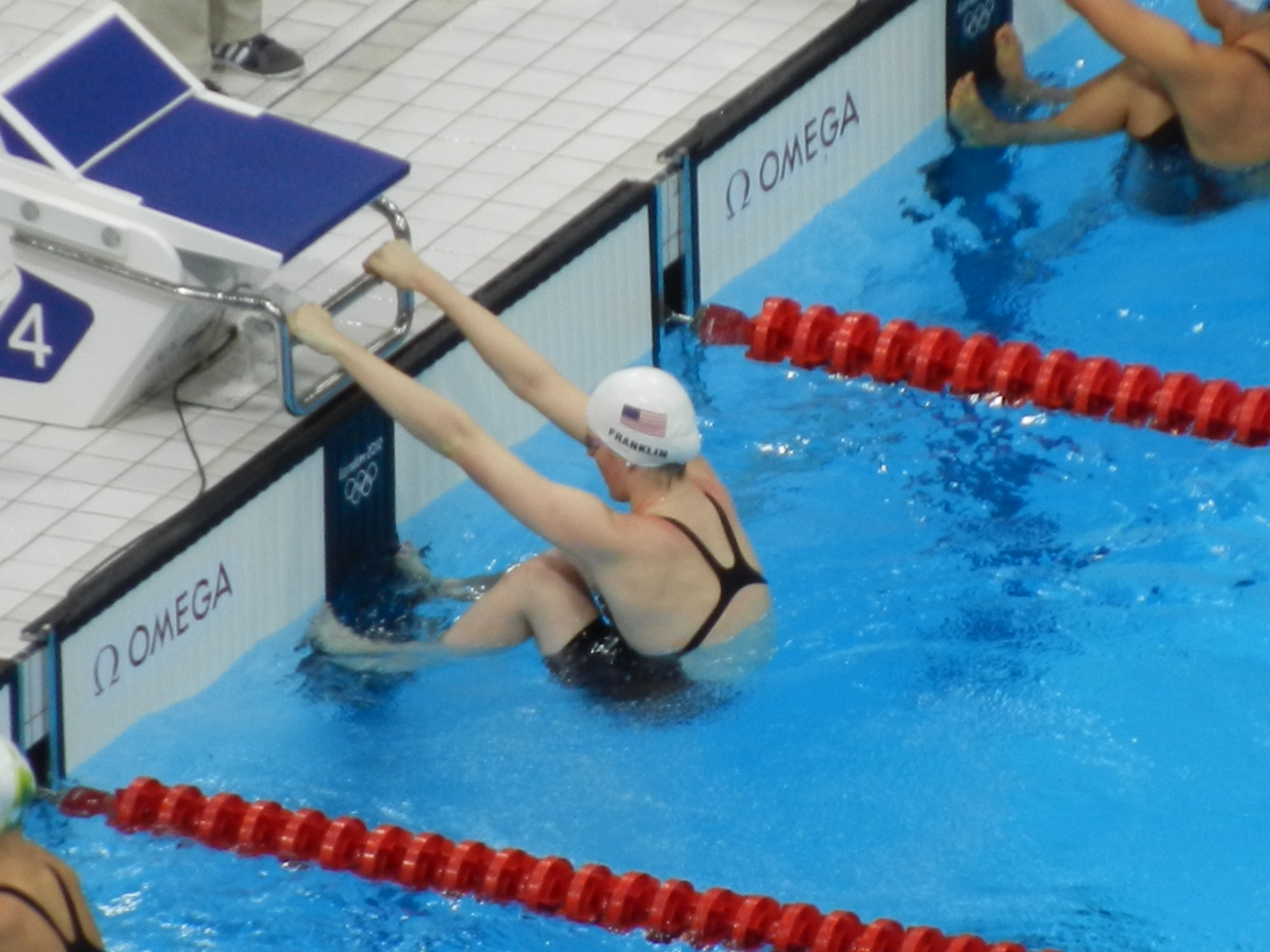
Missy Franklin preparada pels 200m esquena de Londres 2012

## Etapa universitària

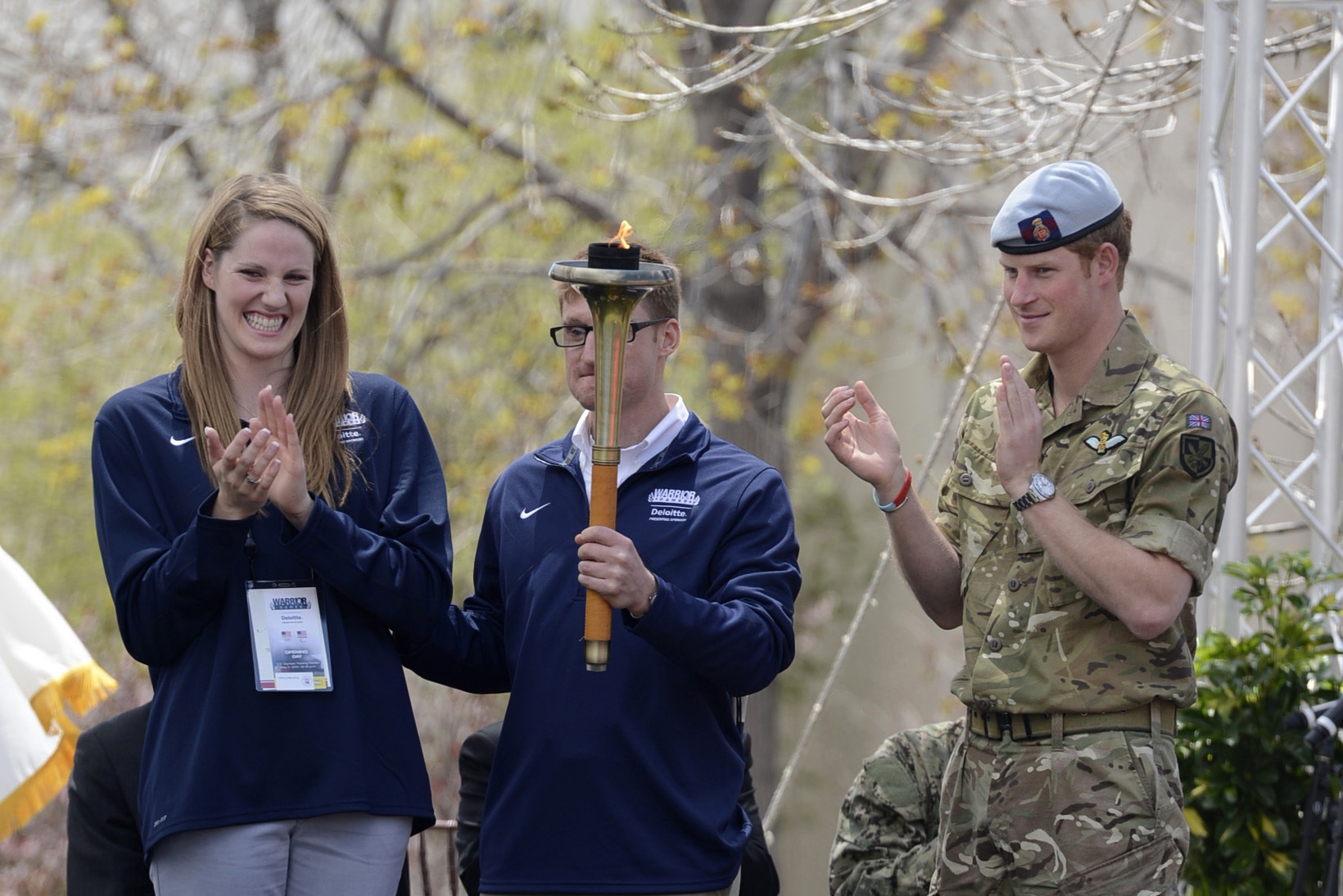
Missy Franklin amb el Príncep Harry

Als mundials de Barcelona (2013), Missy Franklin va tancar una etapa amb el seu entrenador (des que tenia 7 anys) Todd Schmitz i el seu club de tota la vida, el Colorado Stars, per passar a la competició universitària. Amb aquesta decisió, Franklin va rebutjar contractes milionaris amb marques publicitàries per poder competir a la NCAA (campionats universitaris) i realitzar així un dels somnis de la seva vida, ja que per fer-ho no pot ser professional. Franklin es traslladarà en 2012 a Califòrnia per integrar-se amb la Universitat de Califòrnia Berkeley. Segons havia planificat, en 2015 va fer el salt a nedadora professional després dels Campionats del Món de Natació 2015 que se celebraren a Kazan